# Мария Казакова (учителка)
 Тази статия е за учителката.  За актрисата вижте Мария Казакова.  
Мария П. Казакова е българска учителка.

## Биография
Родена е в 1852 година. Сестрина дъщеря е на революционера Георги Икономов. Тачейки неговата памет, тя поддържа постоянни контакти с поборниците на революционното движение.
Получава образованието си в Американското девическо училище в Стара Загора. От 1870 до 1874 година преподава в Тулча в местното девическо училище и се омъжва в този град. По-късно, след като овдовява, става учителка в  Солунската българска девическа гимназия, където преподава през учебната 1888/1889 и 1889/1890 година.
Продължава образованието си в Русия, в периода 1891 – 1892 година следва Висшите женски курсове в Петербург. Учителства в Търновската девическа гимназия (1896 – 1899, 1903 – 1905).
В Търново Мария Казакова е ръководителка на спиритичен кръжок, един от трите в града, в които влизат нейни колеги от гимназията, бивши ученички и други. Интересът ѝ към окултното възниква още при американското ѝ образование и се засилва много в Русия. Става една от първите сподвижнички на Петър Дънов, с когото кореспондира от 1900 година, а през май 1902 година се запознава лично. Името ѝ фигурира в най-ранния запазен протокол (1903) на учреденото от него през 1897 г. във Варна „Общество за повдигание религиозния дух на българский народ“, наред с имената на д-р Георги Миркович, Тодор Стоименов, Пеню Киров, Анастасия Желязкова и Милкон Партомян.
Умира в 1908 година.